# Tito Lárcio
Tito Lárcio (em latim: Titus Lartius), cujo sobrenome era Flavo (em latim: Flavus) ou Rufo (em latim: Rufus), foi um político romano da gente Lárcia eleito cônsul por duas vezes, em 501 e 489 a.C., com Póstumo Comínio Aurunco e Quinto Clélio Sículo. Foi também o primeiro ditador romano em 501 a.C. Era irmão de Espúrio Lárcio, cônsul em 506 e 490 a.C..

## Contexto
Os Lárcios (Lartii), cujo nomen é escrito também "Larcius" e "Largius", eram uma família etrusca de Roma nos primeiros anos da República Romana. Seu nomen é derivado do prenome etrusco "Lars". O irmão de Tito, Espúrio Lárcio, foi um dos heróis da República, ajudando a defender a ponte de madeira que cruzava o Tibre ao lado de Horácio Cocles e Tito Hermínio. Foi eleito cônsul por duas vezes, em 501 e 498 a.C.

## Carreira

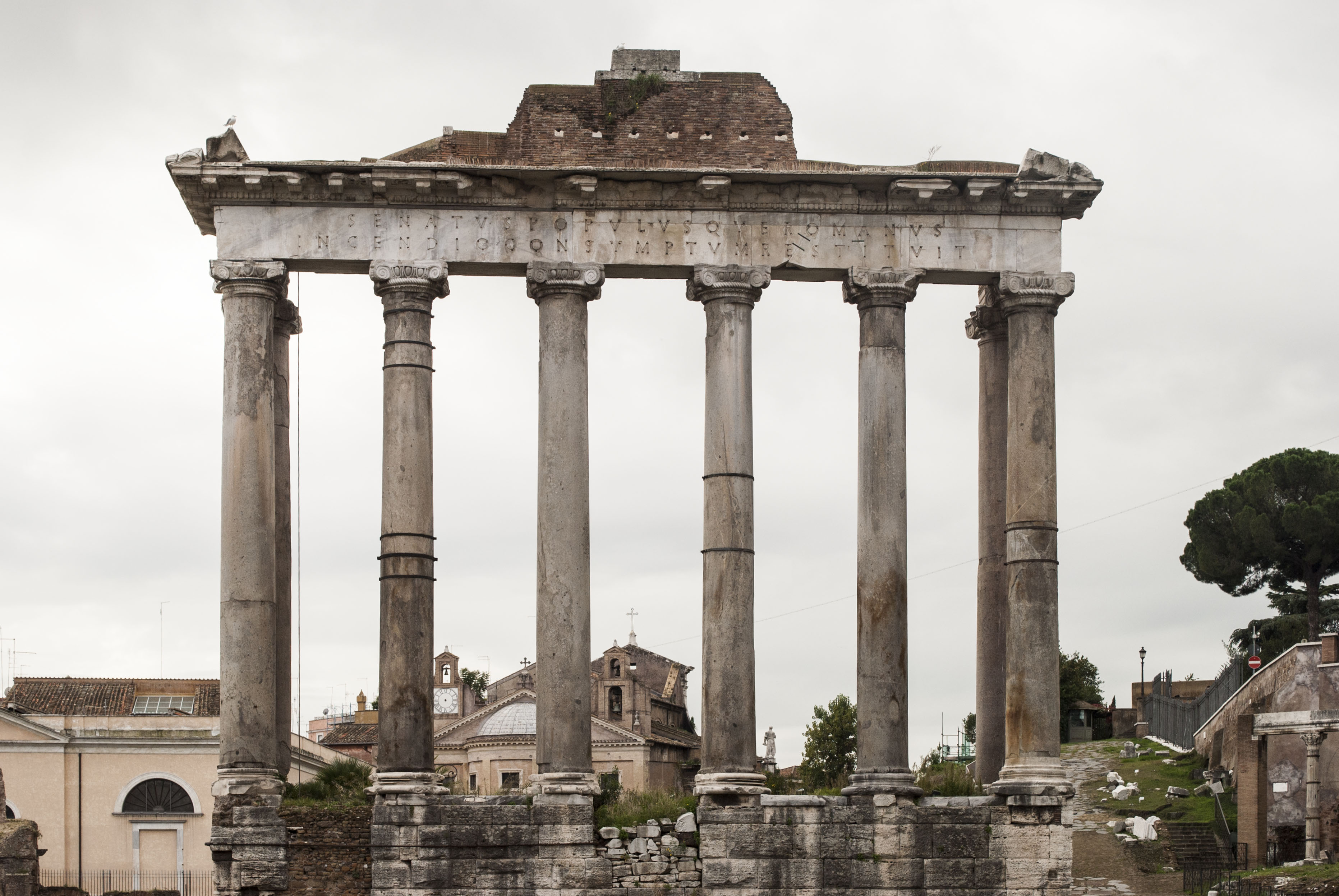
Templo de Saturno, completado durante o mandato de Tito Lárcio.

O primeiro consultado de Lárcio foi em 501 a.C., o nono ano da República, e seu colega era Póstumo Comínio Aurunco. Durante seu mandato, houve revoltas em Roma, atribuídas às ações de um grupo de jovens sabinos. No ano anterior, o cônsul Espúrio Cássio Vecelino havia derrotado os sabinos perto de Cures e, por um tempo, houve a impressão de que a guerra seria retomada. As tensões aumentaram por que já se antecipava uma guerra contra os latinos. Otávio Mamílio, o príncipe de Túsculo e genro de Lúcio Tarquínio Soberbo, o sétimo e último rei de Roma, estava formando uma aliança de trinta cidades do Lácio com o objetivo de restaurar Tarquínio ao trono.
Nestas circunstâncias, foi decidido nomear um único magistrado, originalmente chamado de "praetor maximus" ("pretor máximo") ou "magister populi" ("mestre do povo"), mas que passou a ser chamado posteriormente apenas de "dictator" (ditador), que tinha como objetivo supervisionar as defesas da cidade. Ele tinha autoridade suprema para realizar suas funções e não havia meio para apelar de suas decisões, como era o caso dos cônsules. Porém, o comando do ditador estava limitado a um mandato de apenas seis meses. O Senado ordenou que os cônsules nomeassem um ditador e Comínio escolheu seu colega, Lárcio, que, por sua vez, nomeou Espúrio Cássio, que havia triunfado sobre os sabinos no ano anterior, como seu magister equitum ("mestre dos cavalos").
Acredita-se que a criação deste cargo na magistratura tenha alarmado os sabinos, que enviaram emissários a Roma para tentar evitar a guerra. As negociações fracassaram e a guerra foi declarada, mas ambos os lados se recusaram a se enfrentar e nenhuma batalha ocorreu. Durante o resto de seu mandato, Lárcio realizou o censo, negociou com várias cidades latinas na esperança de recuperar alguns antigos aliados e ganhar novos, e presidiu as eleições consulares do ano seguinte. Lárcio deixou o cargo antes do final do mandato, abrindo um precedente para os futuros ditadores.
Ele foi eleito para o consulado novamente em 498, desta vez com Quinto Clélio Sículo. Neste ano, a muito antecipada guerra contra os latinos começou. O ditador, Aulo Postúmio Albo liderou as forças romanas à vitória na Batalha do Lago Régilo, enquanto Lárcio acabou capturado na cidade de Fidenas. Depois de deixar a magistratura, Dionísio de Halicarnasso conta que ele teria dedicado o Templo de Saturno no sopé do monte Capitolino.
Em 494 a.C., Lárcio tentou, sem sucesso, defender algumas medidas para aliviar a situação das dívidas da plebe  e, no ano seguinte, quando eles se revoltaram e acamparam no Monte Sagrado, Lárcio foi um dos emissários enviados pelo Senado para tratar com eles. A embaixada foi vitoriosa e resultou na instituição da função do tribuno da plebe.
Ainda em 493 a.C., Lárcio serviu como legado para o cônsul Comínio, seu colega em 501 a.C., no cerco de Corioli, que deu a Caio Márcio Coriolano sua fama por bravura e valor.

## Incertezas históricas
Uma tradição alternativa afirma que o primeiro ditador teria sido Mânio Valério, filho de Marco Valério Voluso, cônsul em 505 a.C. Porém, o historiador Lívio acreditava ser muito improvável que uma pessoa que não havia sido cônsul pudesse ter sido nomeado o primeiro ditador ou que Mânio Valério fosse nomeado no lugar de seu pai. Outra tradição data a instituição da ditadura três anos depois, em 498 a.C., durante o segundo consulado de Lárcio. Foi neste ano que Aulo Postúmio Albo venceu a Batalha do Lago Régilo. Porém, esta batalha também tem sido datada por algumas autoridades em 496 a.C., quando Postúmio era cônsul.